# جین اسمایلی
جین اسمایلی (به انگلیسی: Jane Smiley) یک رمان‌نویس آمریکایی و برنده جایزه پولیتزر برای داستان در سال ۱۹۹۲ است.

## کتابشناسی
- مرد توی تاریکی (1981 رمان)
- کلیدهای یدکی (1984 رمان)
- گرینلندیها (1988 رمان)
- چهارصد هکتار (1991 رمان) برنده جایزه پولیتزر 2002
- مو (1995 رمان)
- اسب بهشت (۲۰۰۰ رمان)
- زندگینامه چارلز دیکنز (۲۰۰۳ غیرداستانی)
- کمی شانس (2014 رمان)
- پرسترویکا در پاریس (2020 رمان)